# Complesso termale di Agnano
Il complesso delle Terme di Agnano è una delle strutture storico-artistiche di Napoli; è situato nei Campi Flegrei, a ovest della città.

## Descrizione
Le prime strutture termali della zona, sono riconducibili all'epoca greca: a testimonianza vi sono resti di tempietti in blocchi di tufo con i classici marchi di maestranze; le rovine che vediamo ancor oggi dislocate sulle colline adiacenti, sono invece prettamente romane.
In seguito, verso la fine del XIX secolo, si decise di riconsiderare l'intera area, rivalutando, ancora una volta, quelle antiche sorgenti sulfuree e quelle acque terapeutiche.

Un gruppo di imprenditori investì i propri capitali nella zona e i lavori furono affidati al celebre architetto Giulio Ulisse Arata e all'ingegner Gioacchino Luigi Mellucci. Le terme di Agnano conobbero il loro periodo di maggior fortuna, soprattutto negli anni venti del Novecento, tanto da essere considerate un vero e proprio modello ideale di complesso termale.
Il complesso fu al centro di temi di rilevanza nazionale e non, ospitando ad esempio il "Convegno sull'idroclimatologia". Durante la seconda guerra mondiale, invece, diventò sede militare degli americani. Negli anni sessanta fu oggetto di alcune trasformazioni e venne demolita buona parte delle strutture liberty per far posto a un edificio brutalista, l'albergo progettato da Giulio De Luca. Un elemento dell'originaria struttura ancora visibile è il vecchio ingresso.
Il 13 luglio 2011 furono inaugurate le piscine esterne; il taglio del nastro è stato affidato al sindaco Luigi De Magistris.
Il complesso è formato da varie fontane, giardini e fabbricati che, in un immediato futuro, dovrebbero essere incrementati in numero. La struttura, esternamente, è in discrete condizioni. Durante il restauro eseguito attorno alla metà degli anni duemila sono tornate alla luce le antiche terme romane e altri resti archeologici.